# Tristan Gale
Tristan Gale (n. 10 august 1980, Ruidoso, Comitatul Lincoln, New Mexico, New Mexico, SUA) este o sportivă ce a reprezentat Statele Unite ale Americii, medaliată olimpică. A participat la o ediție a Jocurilor Olimpice (2002) în care a câștigat o medalie de aur.

## Participări
Lista de mai jos prezintă principalele competiții la care a participat Tristan Gale de-a lungul carierei.
- skeleton at the 2002 Winter Olympics – women's[*]